# Peștera Muierilor
Peștera Muierilor è un sistema di grotte, e un rilevante sito archeologico, che si trova nel comune di Baia de Fier, nella regione di Oltenia, in Romania.

## Descrizione
Il sito, scoperto nel 1952, ha dato alla luce resti dei primi esseri umani moderni europei (EEMH - European early modern humans in inglese), oltre a numerosi resti di orsi delle caverne.
Nel sito sono stati rinvenuti i resti di tre individui, classificati come PM1 (Peștera Muierii 1), PM2 e PM3. In uno studio del 2016, i ricercatori hanno estratto il DNA da due molari superiori di PM1 (35.000 anni fa), determinando che l'individuo era un essere umano completamente moderno, facendo così cadere l'ipotesi che si potesse trattare di un Neanderthal. L'analisi del mtDNA ha mostrato che l'esemplare proveniva da un lignaggio dell'aplogruppo U6 basale, precedentemente sconosciuto. Poiché l'aplogruppo U6 è oggi comune nel Nordafrica, i ricercatori ipotizzano che questo sia stato il risultato di una migrazione dall'Eurasia occidentale al Nordafrica. Una successiva analisi del 2021 ha determinato che si tratttava di una donna, con tratti genetici compatibili con quelli di Kostënki-14.
Anche il fossile PM2 è stato sottoposto ad analisi del DNA, trovando che si trattava di una donna (33.000), anche questa appartenente all'aplogruppo basale U6.